# Moqueur cul-roux
Toxostoma crissale
Espèce
Statut de conservation UICN

 LC  : Préoccupation mineure
Le Moqueur cul-roux (Toxostoma crissale) est une espèce d'oiseaux de la famille des Mimidae.

## Répartition
Son aire s'étend du centre de Mexique jusqu'à travers le désert de Chihuahua et Las Vegas.